# Osada Fabryczna (Doły Biskupie)
Osada Fabryczna – część wsi Doły Biskupie w Polsce, położona w województwie świętokrzyskim, w powiecie ostrowieckim, w gminie Kunów.
W latach 1975–1998 Osada Fabryczna administracyjnie należała do województwa kieleckiego.